# 21. vestlige længdekreds
Den 21. vestlige længdekreds (eller 21 grader vestlig længde) er en længdekreds, der ligger 21 grader vest for nulmeridianen. Den løber gennem Ishavet, Grønland, Island, Atlanterhavet, det Sydlige Ishav og Antarktis.